# Psyco
Psyco es un compilador en tiempo de ejecución especializado para Python desarrollado por Armin Rigo. 
Psyco funciona sobre sistemas operativos derivados de BSD, Linux, Mac OS X y Windows usando procesadores de 32 bits compatibles con los procesadores de Intel. Está completamente desarrollado y no se prevé su futuro desarrollo. Psyco está escrito en C y sólo genera código basado en la plataforma x86.  Un proyecto íntimamente relacionado con Psyco es PyPy, que incorpora un intérprete y un compilador que genera C, mejorando su compatibilidad multiplaforma respecto Psyco. Algunas partes están escritas en Python, pero el intérprete está restringido a un subconjunto de Python, llamado RPython.

## Mejora del rendimiento
Psyco puede acelerar notablemente aplicaciones que hacen un uso intensivo de la CPU. El rendimiento actual depende de forma importante de la aplicación y puede aumentarse hasta unas 40 veces. La mejora de rendimiento media es aproximadamente de 4x, acercando el rendimiento de Python al de lenguajes como Smalltalk y Scheme, pero sin llegar al rendimiento de lenguajes "compilados" como C#, Java, Fortran y C.

## Desarrollo posterior
El 17 de julio de 2009, Christian Tismer anunció que se estaba trabajando en Psyco V2. En julio del mismo año, presentó Psyco V2.